# Hôtel de Bastard-Castaing
Pour les articles homonymes, voir Castaing.
L’hôtel de Bastard-Castaing est un ancien hôtel particulier du XVIIIe siècle situé dans la commune de Lectoure dans le département français du Gers en région Occitanie. 
Il ne doit pas être confondu avec l'hôtel de Bastard, plus ancien, ni avec l’hôtel de Castaing, tous deux situés rue Nationale.
Il est aujourd'hui devenu l’hôtel-restaurant Le Bastard, établissement classé trois étoiles.

## Situation
L’hôtel se trouve rue Lagrange, au nord et en contrebas de la cathédrale Saint-Gervais-et-Saint-Protais, entre les rues descendantes Subervie et Saint-Gervais, un porche en retrait entre deux bâtiments y donne accès.
L’hôtel occupe la partie haute du terrain, qui descend par des terrasses successives jusqu’au rempart nord de la ville.

## Histoire
L'hôtel est construit pour Louis de Castaing, lieutenant général, civil et criminel au Présidial et Sénéchal de Lectoure et conseiller du Roi, et son épouse Marie-Marguerite de Bastard-Saint-Denis dans la seconde moitié du XVIIIe siècle. L'hôtel revient à leur fils François-Dominique de Castaing (1747-1821), officier d'artillerie, maire de la commune de 1815 à 1819.
À sa mort en 1821, à 74 ans, sans enfants, l’hôtel échoit à son cousin germain, le baron Jean-Baptiste de Bastard. Après son décès en 1833, sa veuve y mène une vie mondaine brillante, recevant notables mais aussi littérateurs et poètes, dont Jean-François Bladé. Il devient le « salon royaliste » de la ville, rivalisant avec l'hôtel Descamps, qui reçoit quant à lui le salon républicain et bonapartiste. 
La baronne douairière de Bastard s’éteint le 30 octobre 1867. À sa mort, l'hôtel est vendu meublé le 26 octobre 1869 par ses héritiers à Anaïs Devaux veuve Dufour, et à ses deux enfants Alexandre et Marie Dufour. Les Dufour, bourgeois jouant un rôle de premier plan à Lectoure, fréquentaient de longue date le salon de la baronne. Alexandre Dufour était avocat, mais n'exerçait pas, et poète, tandis que son père Ariste et son grand-père, lui aussi prénommé Alexandre, dit le beau Dufour, étaient médecins. Ils partagent leur vie entre le château de Crabé, à faible distance de la ville, et la rue Lagrange. 
Poursuivis par leurs créanciers, les Dufour sont contraints de mettre l’hôtel en location en 1904, à la mort d'Alexandre Dufour. La vie mondaine des salons de l’hôtel se poursuit néanmoins jusqu’en 1920. L'hôtel reste néanmoins dans la famille Dufour, devenue Touzet par le mariage d'Henriette Dufour avec Antoine Touzet, un magistrat palois, en 1898. 
Étienne Bladé, fils de Jean-François Bladé, bien que très jeune étudiant, est primé par l’académie des Jeux floraux de Toulouse pour une Élégie directement inspirée par le vieil hôtel. En 1930, Jean Balde, petite-nièce de Jean-François Bladé, raconte sa visite dans l’hôtel désert, reconverti en entrepôt de tabac, où elle évoque les fantômes du passé.
L'hôtel est vendu en 1948 par Maurice et Henri Touzet à la municipalité pour la somme de 250 000 francs et devient un établissement d'enseignement professionnel puis, dans les années 1960, des bâtiments en préfabriqués sont installés dans le jardin, comme annexes du Lycée Maréchal-Lannes. 
Rénové en 1983, il est reconverti en hôtel-restaurant l'année suivante.

## Architecture
Le portail de la rue Lagrange, après un retrait formé par des murs arrondis, donne accès à une cour formant terrasse, avec une grille de ferronnerie. À droite se trouvent les communs, à gauche l’entrée du bâtiment principal, qui révèle son architecture classique depuis le jardin et les terrasses inférieures.
Il s’élève sur deux étages côté rue Lagrange, mais repose sur un entresol et une cave côté jardin. Le rez-de-chaussée constituant l’étage noble est rythmé par sept grandes fenêtres, auxquelles répondent des fenêtres plus petites à l’étage supérieur, et au-dessous les fenêtres grillagées de l’entresol. L’architecture, en pierre de taille, est d’une extrême simplicité, l’élégance est apportée par les boiseries des fenêtres à grands carreaux, avec imposte galbée et boiserie ovale.
À l’intérieur, les pièces, ordonnées autour du couloir qui suit le hall d’entrée, ont conservé leurs décors de stuc.

## Protection
L'hôtel a été inscrit au titre des monuments historiques par arrêté du 8 octobre 1984 pour son portail d'entrée sur rue, ses façades, toitures et communs, sa terrasse et son jardin ainsi que les six pièces du rez-de-chaussée avec leur décor de gypserie, le hall d'entrée et son escalier et sa cage .

## Sources
- Histoire de Lectoure, sous la direction de Maurice Bordes et Georges Courtès, Lectoure, 1972.
- Collectif, Sites et monuments du Lectourois, Auch, imprimerie Bouquet, 1974
- Collectif, Deux siècles d’histoire de Lectoure, 1780-1980, Lectoure